# Жованка
Жованка, Жована — річка в Україні, у Бахмутському районі Донецької області. Ліва притока Бахмутки (басейн Дону).

## Опис
Довжина річки приблизно 7,16 км, найкоротша відстань між витоком і гирлом — 6,09  км, коефіцієнт звивистості річки — 1,18 . Річка формується 4 безіменними струмками та 3 загатами.

## Розташування
Бере початок на південно-західній околиці селища Зайцеве. Тече переважно на північний схід і на північно-західній частині Зайцеве впадає у річку Бахмутку, праву притоку Сіверського Дінця.
Населені пункти вздовж берегової смуги: Озарянівка, Дача.

## Цікаві факти
- Біля витоку річки пролягає автошлях Т 0513 та проходить залізнична станція. На лівому березі річки на відстані приблизно 2,16 км розташована станція Майорська.